# Helíades

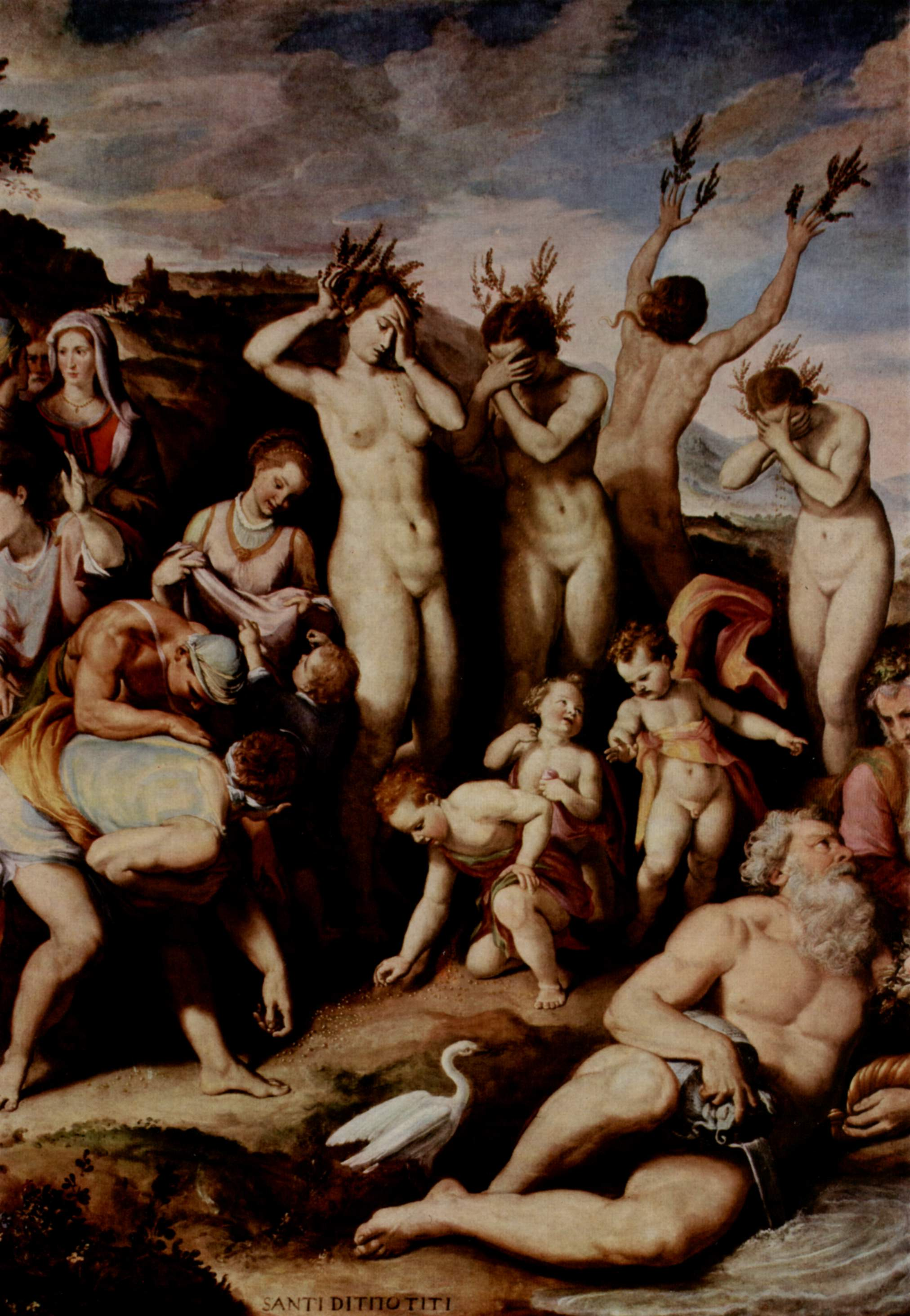
La metamorfosis en álamos de las hermanas de Faetón (La metamorfosi in pioppi delle sorelle di Fetonte, 1572), de Santi di Tito, en el Studiolo del Palazzo Vecchio, de Florencia.

En la mitología griega se conoce a las Helíades (en griego: Ἡλιάδες, en latín: Heliădes; «hijas del sol») como las hijas de Helios, el Sol, especialmente en relación con el mito que las involucra en la muerte de su hermano Faetón o Faetonte. Por su hermano reciben también el nombre de Faetóntides.
Unos dicen que nacieron de Clímeno (que a su vez era hijo de Helios) y de la oceánide Mérope. Pero lo más normal es que Helios sea su padre. A su madre se la llama Clímene (sin especificar su identidad); o la ninfa Neera (hija de Océano),o Clímene (hija de Océano); o Rode; o Adria; o Prote (hija de Neleo).
| Nombres                                               | Fuente             |
| ----------------------------------------------------- | ------------------ |
| Mérope, Helie, Eterie y Dioxipe                       | [ 1 ]              |
| Mérope, Helie, Egle, Lampetie, Febe, Eterie y Dioxipe | [ 2 ]              |
| Egle, Faetusa y Lampetia                              | [ 9 ]              |
| Lampetia y Faetusa                                    | [ 3 ] [ 6 ] [ 10 ] |
| Petusa, Lampetia y Febe                               | [ 11 ]             |

Faetón, hermano de las Helíades, murió después de intentar conducir el carro de su padre (el Sol) por el cielo. Fue incapaz de controlar los caballos, y tuvo una caída mortal. Las Helíades lloraron durante cuatro meses y los dioses las convirtieron en chopos (álamos) o en alisos, o sus lágrimas se solidificaron en ámbar. Las lágrimas cayeron al río Erídano. La lágrimas se conocieron como eléctrum (ámbar) porque el sol era llamado Eléctor (el «brillante»).